# Jojk – Juoigan
Jojk – Juoigan är en svensk dokumentärfilm från 2013, producerad och regisserad av Maj-Lis Skaltje. Filmen handlar om jojkens historia och därigenom skildras också samernas historia.
Filmen visades först i Sveriges Televisions SVT2 den 22 december 2013, då i en nedkortad version på 58 minuter. Den 5 december 2014 hade filmen svensk biopremiär och var då 85 minuter lång.

## Produktion
Filmen producerades av Skaltjes bolag Maj Lis Skaltje EF, i samproduktion med Filmpool Nord AB, Kautokeino Film AS, Sveriges Television AB och IMA Filbma. Filmen mottog produktionsstöd från Stiftelsen Svenska Filminstitutet, Stiftelsen Framtidens Kultur, Sametinget, Norrbottens Läns Landsting, Umeå 2014 Europeisk Kulturhuvudstad, Konstnärsnämnden, Det norske filminstituttet, Nordnorsk Filmsenter A/S, Sametinget Norge, AVEK, Internationella samiska filmcentret och Nordkalottrådet.
Jojk – Juoigan fotades av Gunnar Källström, Erik Vallsten, Jan Röed, Hans-Olof Utsi och Peter Östlund. Filmen klipptes av Eva Hillström och musiken komponerades av Steinar Raknes och Öistein Hansson.

## Mottagande
Filmen har medelbetyget 3,7/5 på Kritiker.se, baserat på sex recensioner.